# フィア・オブ・ミュージック
『フィア・オブ・ミュージック』 (Fear of Music) は、アメリカのロックバンド、トーキング・ヘッズの3作目のアルバム。今作より取り入れているアフリカン・ファンクが、後の作品に大きく影響を与えている。また「イ・ズィンブラ」では、ロバート・フリップをサポートに招いている。

## 収録曲
特記の無い限り、全てデヴィッド・バーンの作詞・作曲。
Side 1
1. イ・ズィンブラ - I Zimbra (3:06)（バーン、ブライアン・イーノ、フーゴ・バル）
2. マインド - Mind (4:12)
3. ペーパー - Paper (2:36)
4. シティーズ - Cities (4:05)
5. ライフ - Life During Wartime (3:41)（バーン、クリス・フランツ、ジェリー・ハリソン、ティナ・ウェイマス）
6. メモリーズ - Memories Can't Wait -(3:30)

Side 2
1. エアー - Air (3:33)
2. ヘヴン - Heaven (4:01)（バーン、ハリソン）
3. アニマルズ - Animals (3:29)
4. エレクトリック・ギター - Electric Guitar (2:59)
5. ドラッグス - Drugs (5:13)